# ソ連運輸省A1系気動車
A1系気動車（ロシア語: А1）は、かつてソ連運輸通信省が所有していた気動車。1,067mm軌間のサハリンの鉄道へ向け、日本の日立製作所と帝国車輛工業によって製造された。形式名をD1系と和訳する資料も存在する。

## 概要・運用
1950年代後半から始まったサハリンの鉄道における動力近代化の一環として、1958年から1960年にかけて日本から輸出された気動車。日本国有鉄道向けに製造されたキハ55形気動車を基に設計が行われ、前面が2枚窓非貫通型（湘南型）に変更された他、極寒地であるサハリンに適した耐寒対策が施された。エンジンはキハ55形と同様にDMH17Cが床下に2基設置されていた。編成は運転台付きの動力車2両と付随車1両の3両編成を基本としており、付随車を除いた2両編成での運用も可能であった。
3両編成8本（24両）が製造されサハリン各地の路線で使用されたが、老朽化が進行した結果1986年以降富士重工業によって製造されたD2系気動車による置き換えが進み、ソビエト連邦の崩壊後の1995年の時点で中間付随車の一部が客車として使用されている以外は全て休車もしくは廃車された事が確認されている。

## 参考資料
- 徳田耕一『サハリン 鉄路1000キロを行く』JTB、1995年3月15日。ISBN 4-533-02194-8。

- 竹島紀元「サハリンの鉄道 2000」『鉄道ジャーナル』第34巻第12号、鉄道ジャーナル社、2000年12月1日、111-123頁、ISSN 0288-2337。